# Hora Svatého Šebestiána
Hora Svatého Šebestiána är en ort i Tjeckien.   Den ligger i regionen Ústí nad Labem, i den nordvästra delen av landet, 90 km nordväst om huvudstaden Prag. Hora Svatého Šebestiána ligger 843 meter över havet och antalet invånare är 253.
Terrängen runt Hora Svatého Šebestiána är kuperad åt sydväst, men åt nordost är den platt. Runt Hora Svatého Šebestiána är det ganska tätbefolkat, med 100 invånare per kvadratkilometer. Närmaste större samhälle är Chomutov, 13,0 km öster om Hora Svatého Šebestiána. I omgivningarna runt Hora Svatého Šebestiána växer i huvudsak blandskog.